# Pheidole liengmei
Pheidole liengmei är en myrart som beskrevs av Auguste-Henri Forel 1894. Pheidole liengmei ingår i släktet Pheidole och familjen myror.

## Underarter
Arten delas in i följande underarter:
- P. l. liengmei
- P. l. malindana
- P. l. micrartifex
- P. l. shinsendensis